# Hymenomycetes
Hymenomycetes (Imenomiceti) era una classe di funghi basidiomiceti con basidi privi di setto e che hanno l'imenio su un ricettacolo aperto, esposto all'aria, ma non ha più rilevanza tassonomica.
Questa classe comprendeva gli  ordini:  Boletales, Agaricales, Russulales, Auriculariales.